# Cantó de Castres-Est
El cantó de Castres-Est és un cantó del departament francès del Tarn, a la regió d'Occitània. Està situat al districte de Castres i en aquest cantó només hi ha una part del municipi de Castres.

## Història
| Data d'elecció                           | Identitat         | Partit           | Qualitat |
| ---------------------------------------- | ----------------- | ---------------- | -------- |
| 1982-1988                                | Jacques Amen      | PS               |          |
| 1988-2001                                | Arnaud Mandement  | PS               |          |
| 2001-2010                                | Jacques Thouroude | RPR, després UMP |          |
| 2010-                                    | Régine Massoutié  | UMP              |          |
| les dades anteriors no són pas conegudes |                   |                  |          |
|                                          |                   |                  |          |